# Občina Mežica
Občina Mežica je ena od občin v Republiki Sloveniji s 3.600 prebivalci.

## Naselja v občini
Poleg mesta Mežica, ki predstavlja urbano središče občine ter premore okoli 3.200 ljudi (to je kar 7/8 prebivalstva občine), vključuje občina Mežica še pet manjših podeželskih naselij okoli mesta: Lom (severno od Mežice), Onkraj Meže (vzhodno), Plat (jugovzhodno), Breg (jugozahodno) in Podkraj pri Mežici (severozahodno).